# 八幡美咲
八幡 美咲（やはた みさき、1995年1月23日 - ）は、日本のフリーアナウンサー、YouTuber、TikTokerで、元くまもと県民テレビ（KKT）、元広島ホームテレビ（HOME）のアナウンサー。熊本県出身。セント・フォース所属。

## 略歴
6人姉妹の長女として生まれる。
中学から高校まで6年間13教科オール5だった。高校時代は1日15時間以上勉強していた。
真和中学校・高等学校（48期）・早稲田大学政治経済学部 (1年留年した)卒業、UCLA（カリフォルニア大学ロサンゼルス校）留学。大学時代には芸能活動を行っていたこともあるという。
2018年、熊本県民テレビ入社。
2020年4月、広島ホームテレビへ移籍。
フジテレビアナトレおよびテレビ朝日アスク出身者でもある。
2021年8月、『科捜研の女 -劇場版-』宣伝隊長に就任。就任式が行われ沢口靖子から、白衣と京都府警察本部 科学捜査研究所 専門研究員IDが贈られた。
2022年、雑誌FLASH「地方局女性アナウンサー総選挙」で得票数全国1位。
2023年3月、広島ホームテレビを退社。同年4月よりセント・フォース所属のフリーアナウンサーとして活動を開始。

## 人物・エピソード
身長153cm、骨格はストレート。
ウエスト63センチ
幼い頃、ミニチュアダックスフンドを飼っていた。中学高校6年間吹奏楽部に所属。
大学時代はチアチーム「チアダンスMYNX」に所属していたという。
英語検定2級・日本漢字能力検定2級、JCSオープンダイバー資格、普通自動車免許等の資格を持つ。
趣味は、スポーツ観戦、旅行、ダイビング等。旅行に関しては、「世界14か国旅しました」とのこと。
先述した様に姉妹が多く長女であることから、年の離れた妹がおり、特技のひとつとして「子どもと仲良くなること」を挙げている。
祖父は、養鶏業を営みながら、下益城郡城南町(現在の熊本市南区の一部)の12代目、14代目町長を務めた八幡紀雄である。
母は、養鶏業・菓子製造・パークゴルフ事業などを行う株式会社サン・ファームの代表取締役である。

## 出演番組

### くまもと県民テレビ時代（2018年4月 - 2020年3月）
- てれビタ - 中継リポーター
- KKTニュース
- 太田上田（2018年10月16日・23日、中京テレビ）出演

### 広島ホームテレビ時代（2020年4月 - 2023年3月）

#### テレビ
- みみよりライブ 5up!（2020年4月 - 2023年3月）
  - ニュース
  - 金曜コーナー「ググッと。瀬戸内」（2020年4月 - 2023年3月）
  - 火曜コーナー「勝ちグセ。塾」
- ひろしま深掘りライブ フロントドア（2020年 - 2023年3月25日）MC
  - コーナー「ヤハタビ」
- カープ道（2020年6月10日 - 2022年10月19日） - 生徒（準レギュラー）
- 肉玉そば（2020年）ナレーション
- 広島県高校野球大会のハイライト番組「高校野球ダイジェスト2020 ぼくらのキセキ」（2020年8月） - ナビゲーター
- ぽるぽるラボ（2021年） - 研究員
- eスポーツ道（ - 2023年）
- 恋とか愛とか（仮） - ナレーション担当
- サンフレ応援！ 森﨑浩司のFoot style（毎月第3火曜） - レギュラー
- HOME NEWS（広島ローカルニュース）

#### ラジオ
- 大窪シゲキの9ジラジ（広島FM、2020年） - 他のHOMEアナウンサー共々不定期出演。

#### インターネット配信
- YouTube公式チャンネル『勝ちグセ。Carpチャンネル』
- eスポーツ道

### フリーアナウンサー転身以降（2023年4月 - ）
- noLEGACY ～クイズで迫る！社会課題解決に挑む起業家たち～（2023年9月23日、TOKYO MX）
- キョコロヒー（2023年12月4日、テレビ朝日）
- じっくり聞いタロウ～スター近況（秘）報告（2024年1月25日、テレビ東京）
- 第2回せとうちビジネスコンテスト（2023年10月9日、広島県民文化センターふくやま）総合司会